# Johann Kamprad
Johann Kamprad (* 1678 in Leisnig; † 31. Mai 1764 ebenda) war ein deutscher Zeug- und Leineweber, Viertelsmeister, Ratsherr, Schriftsteller und Chronist.

## Leben
Johann Kamprad wurde in Leisnig als Sohn eines Zeugmachers geboren. Er besuchte die Lateinschule in Leisnig und ging nach der Lehre auf Wanderschaft. 1716 heiratete er Anna Margarethe Landsmann aus Colditz. Diese Ehe blieb kinderlos. Er hatte früh begonnen, alles greifbare Wissen zu sammeln. Von 1711 bis 1718 arbeitete er mit an der Lanckischen Concordanz, einer Sammlung biblischer Worte mit ihren lateinischen und griechischen Übersetzungen. 1722 erschien sein erstes Buch, eine Würdigung eines Leisniger Superintendenten. 1726 ließ sich auf seine Veranlassung und mit seiner Unterstützung der erste Drucker in Leisnig nieder.
Nach dem Tod seiner ersten Ehefrau im Jahre 1727 heiratete er Marie Dorothea Goldschade aus Leisnig. In dieser Ehe wurde eine Tochter geboren.
Ab 1731 war er Viertelsmeister und ab 1753 Ratsherr in Leisnig.
1753 erschien seine Leisnigker Chronica, gedruckt bei Zimmermann in Leisnig.
Diese Chronik ist nicht nur für die Geschichte Leisnigs im 18. Jahrhundert von großer Bedeutung, sondern zugleich ein bemerkenswertes Zeugnis für alles mögliche Gedankengut der Zeit der Aufklärung. Bemerkenswert ist vor allem, dass er getreulich alle Quellen benennt, unter anderem seine Vorgänger in der chronistischen Arbeit. So nutzte er von Caspar Schneider die „Ehren- und Gedächtnüs-Seule der alten Churfl. Sächs. Stadt Leißnigk“ von 1668 und umfangreiche Vorarbeiten von Christian Juchser (1678–1745), den der Tod an der Vollendung seiner Arbeit hinderte. In Anbetracht der vielen Quellenangaben muss Kamprad über eine bedeutende Bibliothek verfügt haben. Die Informationen zur Geschichte bis etwa 1450 sind meist nur von historischem Wert und kennzeichnen den zeitbedingten Wissensstand. Durch seine Arbeit mit den Akten des Leisniger Ratsarchivs und durch den Abdruck von bisher ungedruckten Urkunden sind seine Ausführungen ab etwa 1550 von hohem Wert. Vervollständigt wird diese Chronik durch einen Stadtplan von Leisnig, der nicht nur zu jedem Haus den Namen des Wirts, das Vermögen und die Steuer angibt, sondern dazu noch die genaue Anzahl der Handwerker und die soziale Zusammensetzung.
Vorangestellt ist der Chronik eine Geschichte der Burggrafen von Leisnig von Heinrich Gottlieb Francke, ein Vorwort des Autors und ein Sendschreiben von Johann Erhard Kappe. Das letzte Kapitel (XXIII.) befasst sich mit der Geschichte der Stadt Colditz.
Auf die Kampradsche Chronik beziehen der Beitrag in Sachsens Kirchengalerie und spätere Chroniken von Leisnig  wesentliche Teile (siehe unter Literatur).

## Werke (Auswahl)
- Johann Kamprad, Johann Elias Uhlich: Immer-währendes Denck-Mahl, Des Hoch-Ehrwürdigen ... M. Johann Eliä Ulichs, Hochverdienten Pastoris und Superintendentens zu Leißnig : Bestehend in Zwey Predigten, Der Valet-Predigt in Pretzsch, Und Anzugs-Predigt in Leißnig. Vogel, Grimma 1722, OCLC 712592157.
- Johann Kamprad: Vollständiges Biblisches Hand- und Spruch-Register - In welchem Der Anfang aller fürnehmsten Sprüche, Redens-Arten, Fragen, Antwort [etc.] Nach Alphabetischer Ordnung, Für Prediger und Studiosos Theologie, auch allen andern Liebhabern Heil. Schrift zum nützlichen Gebrauch mit grossem Fleisse als noch iemahls zusammen getragen, Und auf vieler Verlangen zum Druck befördert, Nebst einer Vorrede, Sr. Hoch-Ehrwürden, Herrn Siegfried Becken, Past. und Superintendentes zu Leißnig. Heckel, 1727, OCLC 311412911.
- Johann Kamprad, Heinrich Gottlieb Francke: Leisnigker Chronica oder Beschreibung der sehr alten Stadt Leisnigk : nach ihrer Lage, Gegend, Benennung, alten Einwohnern ... dann ist besonders beygefügt eine gleichmässige Beschreibung oder Chronica der benachbarten Stadt Colditz. Leisnig 1753, OCLC 312575992.